# Gabriel-Marie-Joseph Matagrin
Gabriel-Marie-Joseph Matagrin (* 19. Januar 1919 in Saint-Laurent-de-Chamousset; † 2. Februar 2004) war Bischof von Grenoble. 

## Leben
Gabriel-Marie-Joseph Matagrin empfing am 17. März 1945 die Priesterweihe.
Papst Paul VI. ernannte ihn am 15. November 1964 zum Weihbischof in Lyon und Titularbischof von Floriana. Der Erzbischof von Lyon, Jean-Marie Villot, spendete ihm am 10. Januar des nächsten Jahres die Bischofsweihe; Mitkonsekratoren waren Michel-Louis Vial, Bischof von Nevers, und Marius-Félix-Antoine Maziers, Weihbischof in Lyon. 
Er nahm an der vierten Sitzungsperiode des Zweiten Vatikanischen Konzils teil. Der Papst ernannte ihn am 19. September 1969 zum Bischof von Grenoble. Von seinem Amt trat er am 26. September 1989 zurück.